# Pappacoda (Nápoly)
A Pappacoda vagy San Giovanni dei Pappacoda Nápoly történelmi központjának egyik temploma, de említik kápolnaként is.

## Története
1415-ben épült Durazzói László király tanácsosa, Artusio Pappacoda számára. Az épületet a 18. században részlegesen átalakították. A templomhoz tartozik egy 15. századi harangtorony is. Napjainkban a Nápolyi II. Frigyes Egyetem tulajdona.

## Leírása
Gótikus bejáratát Antonio Baboccio építette 1415-ben. A templomban kevés műtárgy látható, mivel hosszú évtizedekig elhagyatott állapotban volt és emiatt többször is kifosztották. A templomban áll Angelo és Sigismondo Pappacoda síremléke, mindkettőt Girolamo Santacroce faragta.